# 인제양양터널
인제양양터널(Inje Yangyang Tunnel, 麟蹄襄陽터널)은 강원특별자치도 인제군 기린면과 양양군 서면을 잇는 서울양양고속도로에 위치한 길이 10,965m의 터널이다. 2009년 4월 대우건설에서 설립한 대우컨소시엄에서 공사를 수주하였고 6월 4일 서울양양고속도로 동홍천 ~ 양양 구간 착공과 함께 착공하였다. 2012년 9월 관통되었으며 2017년 6월 30일 개통하였다. 인제양양터널은 기존 대한민국의 최장 도로터널인 양북1터널보다 3.46km 더 길며, 세계에서 11번째로 긴 터널이다. 건설 당시 가칭은 백두대간인제터널이었다.

## 연혁
- 2009년 4월 : 대우건설에서 설립한 대우컨소시엄에서 인제터널 공사 수주[3]
- 2009년 6월 4일 : 서울양양고속도로의 동홍천 ~ 양양 구간 착공과 함께 착공[4]
- 2011년 4월 14일 : 사갱 구간 관통[5]
- 2012년 9월 25일 : 굴착 완료 및 관통[6]
- 2012년 11월 16일 : 대한민국 그린건설대상 녹색 대상을 수상[7]
- 2013년 6월 12일 : 터널 공사현장 일반에 공개[8]
- 2017년 6월 29일 : 완공
- 2017년 6월 30일 : 서울양양고속도로 동홍천 나들목 ~ 양양 나들목 구간 개통과 함께 개통

## 특징
- 인제양양터널은 기존 터널과 다른 방식으로 굴착하고 있는데, 바로 '네 방향 동시 굴착'이라는 방식을 취했다. 이 방식은 터널의 양끝에서 뚫는 것 뿐만 아니라 터널의 중간에도 건설 장비가 들어가 좌우 양끝으로 동시에 굴착을 진행한다. 이 방식을 이용하면 길이가 긴 터널을 뚫는 데 걸리는 시간을 단축할 수 있기 때문이다. 인제양양터널은 이 방식을 위해서 방태산 중턱에서 땅속 200m 아래에 있는 인제양양터널까지 건설장비가 오갈 수 있는 보조 터널을 먼저 뚫었다. 이 보조 터널은 인제양양터널이 완공되면서 환기시설과 긴급 대피 통로로 이용되고 있다.
- 인제양양터널은 10km가 넘는 장대터널이기 때문에 운전자가 운전 도중에 과속을 하거나 졸음운전을 할 가능성이 있어 이를 방지하기 위해 터널을 S자 모양으로 네번 휘어지게 설계되었다. 또한 이 구간에서 사고를 방지하기 위해 천장에 LED 조명을 설치해서 운전자가 마치 숲속이나 바다를 지나는 듯한 느낌이 들게 했다.(총 4구간 설치)
- 인제양양터널은 강원도 내륙에서 동해 방향으로 1.95%의 기울기를 가지고 내려가게 설계되었다.. 이 때문에 인제군 쪽 터널 시작부분과 양양군 쪽 터널 끝 부분의 고도차이가 약 200m가량 차이난다.[9]
- 인제양양터널은 백두대간을 통과하는 것으로도 유명하다.
- 터널 내부에서는 차선변경이 불가능하나, 인제양양터널의 차선의 중앙이 점선으로 된 이유는 터널의 길이가 길어서 졸음운전을 방지하기 위해서이다.
- 터널중간에 홈을 파서 작은 별과 알파벳 노래 동요가 나오게 했다.

## 사건 및 사고
- 2012년 7월 11일에 터널 굴착 작업중 마지막 300m 구간에서 암석이 무너져 2명이 사망하는 사고가 발생했다.[10]
- 2013년 국정감사에서 민주당 윤후덕 의원이 담합을 전제로 진행된 특혜가 있다고 주장해 의혹을 샀다.[11]

## 같이 보기
- 문무대왕1터널 (7,543m) / 현재 대한민국에서 2번째로 긴 도로용 터널
- 배후령터널 (5,100m) / 현재 대한민국에서 3번째로 긴 도로용 터널
- 사패산터널 (3,993m) / 대한민국과 세계 최장 광폭 터널
- 율현터널 (50,250m) / 대한민국에서 가장 긴 철도용 터널
- 보령해저터널 (6,927m) / 대한민국에서 가장 긴 해저 터널
- 인천북항터널 (4,630m) / 대한민국에서 2번째로 긴 해저 터널
- 가덕해저터널 (3,700m) / 대한민국에서 3번째로 긴 해저 터널
- 인천대교 (18,384m) / 대한민국에서 가장 긴 교량